# Antalaha (district)
Antalaha is een district van Madagaskar in de provincie Antsiranana en de regio Sava. Het district telt 219.332 inwoners (2011) en heeft een oppervlakte van 7.085 km², verdeeld over 14 gemeentes. De hoofdplaats is Antalaha.